# 373 av. J.-C.
Cette page concerne l'année 373 av. J.-C. du calendrier julien proleptique.

## Événements
- Avril : 
  - Le navarque spartiate Mnasippos assiège Corcyre, qui fait appel à Athènes qui envoie six cents peltastes et prépare une flotte ; Mnasippos est tué lors d’une sortie des assiégés et les Spartiates lèvent le siège avant l’arrivée de la flotte athénienne[1].
  - À Athènes, Timothée est élu pour conduire la flotte pour secourir des Corcyréens. Il prend du retard pour se procurer les fonds et les équipages dont il a besoin. Iphicrate, Callistrate et Chabrias sont désignés pour le remplacer[1].

- Printemps : une armée perse attaque l’Égypte[2] ; le pharaon Nectanébo Ier, après une première défaite dans le delta, profite des dissensions entre les Perses et leurs alliés grecs (Iphicrate) pour reprendre le dessus. La flotte grecque fait défection et les troupes perses se retirent avec l'arrivée de la crue du Nil au début de l'été.
- Novembre : procès de Timothée, accusé de haute trahison. Il est acquitté, notamment grâce au témoignage d’Alcétas d’Épire et de Jason de Phères, qu’il a fait entrer dans l’alliance d’Athènes. Il s’engage comme mercenaire auprès des satrapes perses pour succéder à Iphicrate dans la guerre en Égypte[1].

- Les Thébains obligent Thespies à détruire ses murs et à adhérer à la Confédération béotienne ; Platées est rasée et ses habitants expulsés, ce qui provoque un conflit entre Thèbes et Athènes[3].

- Le temple d’Apollon à Delphes est détruit par un tremblement de terre (373/372 av. J.-C.)[4]. Helike, en Achaïe, est submergée par un tsunami[5].